# Bataille de Tatarahama (1336)
Ne pas confondre avec Bataille de Tatarahama (1569)
La bataille de Tatarahama (多々良浜の戦い, Tatarahama no tatakai) de 1336 est l'un des nombreux conflits constitutifs des guerres Nanboku-chō dans le Japon du XIVe siècle, au cours duquel deux cours impériales rivales se battirent pour la légitimité et le contrôle du pays. Elle fut décisive pour le contrôle de l'île de Kyushu par la cour impériale du Nord, étroitement liée au shogunat Ashikaga.

## Prélude
Au début de 1336, un certain nombre de clans de Kyūshū, anticipant les mouvements de l'armée du shogun contre eux, unissent leurs efforts afin de s'unir et font preuve d'une résistance farouche. Un certain nombre d'escarmouches ont lieu contre les clans fidèles au shogun sur l'île, y compris le siège de Dazaifu dans lequel le bastion du clan Shoni est pris; Shoni Sadatsune fuit mais est battu peu de temps après et se suicide avec un certain nombre de ses fidèles.
Le shogun Ashikaga Takauji, qui arrive à Munakata, à peu de distance de là, au début avril, apprend le siège de Dazaifu et la mort de Shōni Sadatsune. 
Il rassemble alors ses forces et part de Munakata le 15 avril en direction de Tatarahama éloigné de 24 km, où il se retrouve face à  l'armée adverse, composée principalement de guerriers des clans Kikuchi, Aso, Mihara et Kuroki sous le commandement d'un seigneur de Kikuchi.

## La bataille
La chronique militaire Baishō-ron décrit Tatarahama comme « une étendue de plus de 5 km d'estran sec, traversé à l'extrémité sud par un petit ruisseau. L'enceinte du sanctuaire Hachiman Hakozaki consiste en environ 13 km2 de forêt de pins. Au sud se trouve la ville de Hakata ».
À la fin de la bataille, les forces du clan Kikuchi sont chassées par Ashikaga Tadayoshi à Dazaifu d'où elles fuient dans les collines. Les commandants Aso et Akizuki se suicident et d'autres commandants se rendent simplement.
Takauji récompense ses commandants pour leur bravoure et leur service, et offre son pardon à ses adversaires et à plusieurs clans qui n'ont pas participé à la bataille et qui se rangent à ses côtés à la suite de la bataille. Kyūshū se retrouve ainsi unifié sous l'autorité du shogunat et de la cour impériale du Nord.

## Source de la traduction
- (en) Cet article est partiellement ou en totalité issu de l’article de Wikipédia en anglais intitulé « Battle of Tatarahama (1536) » (voir la liste des auteurs).